# L'Homme qui a vendu sa peau
Pour plus de détails, voir Fiche technique et Distribution.
L'Homme qui a vendu sa peau (arabe : الرجل الذي باع ظهره, Ar-rajul Allaḏī Bāa Ẓahrahu ; anglais : The Man Who Sold His Skin) est un film multinational réalisé par Kaouther Ben Hania et sorti en 2020.
Il est présenté dans la section Orizzonti de la Mostra de Venise 2020 puis au Festival international du film indépendant de Bordeaux. Le 15 mars 2021, le film est retenu parmi les cinq nommés pour l'Oscar du meilleur film international, devenant le premier film tunisien à concourir dans cette catégorie.

## Synopsis
Sam est un Syrien de Raqqa qui a quitté son pays pour le Liban à la suite de la guerre civile syrienne. Abeer est sa fiancée. Alors que Sam se réfugie au Liban, la famille d'Abeer l'oblige à épouser un diplomate plus riche et à s'installer avec lui à Bruxelles. Dans sa quête désespérée d'argent et des papiers nécessaires pour se rendre en Europe et la retrouver, Sam accepte de se faire tatouer le dos pour obtenir un visa Schengen par l'un des artistes contemporains les plus controversés d'Occident. Son propre corps, transformé en œuvre d'art vivante et promptement exposé dans un musée, Sam se rend bientôt compte qu'il a vendu bien plus que sa peau,.

## Fiche technique
- Titre français : L'Homme qui a vendu sa peau
- Titre anglais : The Man Who Sold His Skin
- Titre arabe : الرجل الذي باع ظهره, Ar-rajul Allaḏī Bāa Ẓahrahu
- Titre allemand : Der Mann, der seine Haut verkaufte
- Réalisation et scénario : Kaouther Ben Hania
- Musique : Amine Bouhafa
- Photographie : Christopher Aoun
- Décors : Sophie Abdelkefi
- Montage : Marie-Hélène Dozo
- Production : Mohamed Habib Attia, Nadim Cheikhrouha, Martin Hampel, Thanassis Karathanos, Annabella Nezri, Andreas Rocksén
- Pays de production :  Tunisie,  France,  Belgique,  Allemagne,  Suède
- Langues originales : arabe, anglais, français, flamand
- Format : couleur
- Genre : drame
- Durée : 1 h 38
- Dates de sortie :
  - Italie : 4 septembre 2020 (Mostra de Venise - section Orizzonti)
  - France : 18 octobre 2020 (Festival international du film indépendant de Bordeaux)

## Distribution
- Yahya Mahayni : Sam Ali
- Monica Bellucci : Soraya Waldy
- Koen De Bouw : Jeffrey Godefroi
- Husam Chadat : Adel Saadi
- Dea Liane : Abeer
- Saad Listan : Ziad
- Darina Al Joundi : la mère de Sam
- Christian Vadim : William, l'avocat
- Wim Delvoye : l'assureur
- Rupert Wynne-James : Martin, commissaire d'exposition
- Najoua Zouhair : la sœur de Sam
- Marc de Panda : Marc Sheen

## Distinctions

### Récompenses
- Festival international du film de Stockholm 2020 : meilleur scénario[4]
- Mostra de Venise 2020 : meilleur acteur pour Yahya Mahayni (section Orizzonti)[5]
- Lumières de la presse internationale : Lumière de la coproduction internationale[6]
- Festival du film d'El Gouna : prix El Gouna Star[7] (meilleur long métrage de fiction en arabe)
- War on Screen 2021 : prix du public[8]

### Sélection
- Mostra de Venise 2020 : section Orizzonti

### Nomination
- Oscars 2021 : Oscar du meilleur film international[9]
- Magritte 2022 : Magritte du meilleur film étranger en coproduction

## Inspiration
L'histoire est partiellement inspirée de celle de Tim Steiner portant sur son dos un tatouage réalisé par l'artiste belge Wim Delvoye et pour qui un contrat de vente conclu en 2008 pour 150 000 euros prévoit trois expositions annuelles et le dépeçage après sa mort. Kaouther Ben Hania voit ce tatouage à l'occasion d'une exposition et déclare : « L'image est restée gravée dans ma tête, mais il fallait trouver l'histoire qui va avec ». Dans le film, le héros est un réfugié et le tatouage représente un visa Schengen.
Wim Delvoye fait une apparition dans le film en tant qu'assureur.